# Rhynchozoon pustulans
Rhynchozoon pustulans är en mossdjursart som beskrevs av Hayward 1988. Rhynchozoon pustulans ingår i släktet Rhynchozoon och familjen Phidoloporidae. Inga underarter finns listade i Catalogue of Life.